# Ida Møller
Ida Christina Møller (2. juli 1872 i Hull i England – 10. august 1947 på Frederiksberg) var en dansk operasanger (sopran).
Hun debuterede i 1894 på Det kongelige Teater som Nattens dronning i Tryllefløjten. Frem til sin afsked i 1926 var hun en meget afholdt Mozart-sanger i roller som Susanna i Figaros Bryllup, Zerlina i Don Juan og Blondchen i Bortførelsen fra Seraillet. Hun blev udnævnt til kongelig kammersangerinde i 1907 og modtog Ingenio et arti i 1926.
Møller indspillede enkelte grammofonplader i 1903-08. 